# Abul Ala Maududi
Said Abul A'ala Maududi (Urdu: سید ابو الاعلىٰ مودودی; alternatieve spelling van de achternaam: Maudoodi of Modudi; 25 september 1903 – 22 september 1979), ook bekend als Molana (Maulana) of sjeik Seyd Abul Ala Mawdudi, was een soennitisch Pakistaans journalist, schrijver, theoloog en een belangrijke 20e-eeuwse fundamentalistisch islamistisch leider en politiek filosoof resp. islamitisch ideoloog. Hij was tevens een prominent politiek figuur in zijn eigen land (Pakistan) en was de grondlegger en oprichter van Jamaat-e-Islami, de Pakistaanse fundamentalistische islamistische partij. Abel Ala Maududu stond bekend als zeer onverdraagzaam tegenover niet-moslims.

## Jonge jaren
Maududi was een afstammeling van Khwaja Qutb ad-din Mawdud al-Chishti, een (vereerde) edele van de clan Chishtiyya Tariqa.
Syed Abul A'ala Maududi werd geboren op 25 september 1903 (1321 AH) in Aurangabad, destijds deel uitmakend van de staat Hyderabad (het tegenwoordige Maharashtra), India. Zijn vader was Maulana Ahmad Hasan, van beroep advocaat. Hij was de jongste van drie broers.
Op jonge leeftijd kreeg hij huisonderricht van zijn vader en enkele huisleraren, daarna maakte hij zijn basisschool af op een madrassa (Madrasah Furqaniyah). Maulana maakte zijn voortgezette onderwijs in Darul Uloom (Hyderabad, India) niet af vanwege het ziekbed en de dood van zijn vader en completeerde zijn studies onafhankelijk van het reguliere onderwijs. Zijn leerstof bevatte weinig onderwerpen van modern onderwijs als b.v. Europese talen en als 14-jarige hield zich onder meer bezig met vertaalwerk van Arabische werken als The Liberation of Women (Tahrir al mara’a, 3500 pagina’s) in het Urdu.

## Journalistiek
Na het afbreken van zijn reguliere schoolopleiding werd Maududi journalist om in zijn levensonderhoud te voorzien. In 1918 had hij reeds als 15-jarige regelmatig bijdragen geleverd aan een leidende krant in Urdu en in 1920 werd hij redacteur van Taj, gepubliceerd in Jabalpore (het huidige Madhya Pradesh). Eind 1920 verhuisde Maududi naar Delhi en werd daar redacteur van resp. de kranten Muslim (1921-23) en al-Jam’iyat (1925-28), beide organen van Jam’iyat-i Ulama-i Hind, een organisatie van islamitische shariageleerden en werkte enige tijd voor Darul Islam, een islamitische onderzoeksorganisatie.

## Oprichting Jamaat-e-Islami
In 1941 richtte Maududi de Jamaat-e-Islami (JI) in Brits-Indië op als religieus politieke beweging op om islamitische waarden en gebruiken te bevorderen en werd de grote inspirator van deze beweging die toenemende invloed kreeg. Na de opdeling van India werd JI in 1947 omgevormd met als doel de vestiging van een islamitische staat in Pakistan. JI is momenteel de oudste religieuze partij in Pakistan. Bij de opdeling van Brits-Indië werd JI in verschillende regionale afdelingen opgesplitst. De organisatie die door Maududi werd geleid werd bekend als Jamaat-e-Islami Pakistan, afsplitsingen zijn bekend onder Jamaat-e-Islami Hind, Bangladesh Jamaat-e-Islami, Jamaat-e-Islami Kashmir en Jamaat-e-Islami Sri Lanka.
Maududi werd als Jamaat-e-Islami’s eerste Ameer (Amir/Emir/President) gekozen en bleef dat tot 1972 toen hij zich terugtrok vanwege gezondheidsredenen.

## Politieke strijd
Bij de aanvang voor de strijd om een onafhankelijk Pakistan waren Maududi en zijn partij tegen het idee van een onafhankelijke seculiere staat. Hij bekritiseerde de andere leiders van de Moslimliga vanwege het vormen van een separate staat voor moslims in plaats van een islamitische staat. Nadat duidelijk werd dat India opgedeeld zou worden en dat Pakistan gevormd zou worden ondersteunde hij dit alsnog. In 1947 verhuisde Maududi naar Pakistan en spande zich in om Pakistan in een islamitische staat om te vormen, hetgeen resulteerde in regelmatige arrestaties en lange periodes van gevangenschap. In 1953 leidde hij en de JI een campagne tegen de Ahmadiyya-gemeenschap in Pakistan, resulterend in de gedeeltelijke afkondiging van militaire staat van beleg. Hij werd door het leger gearresteerd en tot de doodstraf veroordeeld vanwege het schrijven van een opruiend pamflet over de Ahmadiyya-issue. Hij weigerde in beroep te gaan tegen de opgelegde straf waarmee hij zijn voorkeur voor het martelaarschap uitdrukte. Sterke publieke druk overtuigde de regering er uiteindelijk van om zijn straf om te zetten in levenslang. Uiteindelijk werd deze straf opgeheven.

## Einde
In april 1979 verergerden Maududi’s al lang bestaande nierproblemen en hij had inmiddels ook hartproblemen. Hij vertrok naar de Verenigde Staten voor behandeling en opname in een ziekenhuis in Buffalo, New York, waar zijn zoon als dokter werkzaam was. Gedurende zijn verblijf bleef hij intellectueel actief. Na enkele chirurgische ingrepen, overleed hij op 22 september 1979 op 76-jarige leeftijd. Zijn overlijdensherdenking werd in Buffalo gehouden, maar Maududi werd begraven in zijn woonplaats Ichhra, Lahore, na een grote begrafenisprocessie door de stad.

## Nalatenschap
Zijn ideeën beïnvloedden onder andere Abdullah Azzam, de Palestijnse islamistische jurist, die op zijn beurt weer de jonge Osama bin Laden beïnvloedde tijdens de anti-Sovjet oorlog in Afghanistan. Met name de Zuidoost-Aziatische diaspora, waarvan grote aantallen in Engeland, zijn sterk beïnvloed door Maududi’s werken. Maududi had zelfs grote invloed op sjiitisch Iran, waarvan bekend is dat ayatollah Khomeini een ontmoeting had met Maududi in 1963 en later delen van zijn werken in het Farsi vertaalde. Tot op de huidige dag leunt de Iraanse revolutionaire retoriek op thema’s van Maududi.
Maududi heeft echter vooral Zuid-Azië beïnvloed. In Pakistan zijn in de jaren 70 grote aantallen Jamaati partijleden in het Pakistaanse leger en inlichtingendienst (ISI) opgenomen, die doortrokken zijn van hardlijnige islamistische ideeën.

## Islamitisch geloof en ideologie
Maududi schreef over de 120 boeken en schotschriften en schreef meer dan 1000 redes en journalistieke statements. Zijn magnum opus was Tafhim al-Qur'an (The Meaning of the Qur'an), de hem 30 jaar gekoste, vertaling met commentaren (tafsir) in het Urdu van de Koran, bedoeld om de Koran te voorzien van een praktische eigentijdse interpretatie. Dit werk werd al snel zeer populair in Zuidoost-Azië, werd vertaald in meerdere talen en is zeer invloedrijk binnen de orthodoxe islam.

### Islam
Maududi zag moslims niet als mensen die de religie van de islam volgen, maar als alles in de realiteit: “Alles in het universum is ‘Moslim’ vanwege de onderworpenheid aan God doordat het voortdurend Zijn wetten volgt.” De enige uitzondering in dit universum van moslims zijn die menselijke wezens die de islam niet volgen:

Zijn eigen tong op zich, waarmee hij vanwege zijn onwetendheid het bestaan van God ontkent of meervoudig godendom verkondigt, is van nature ‘Moslim’ .. De man die God ontkent wordt Kafir (ongelovige, ontkenner) genoemd want hij ontkent door zijn ongeloof wat inherent volgens zijn natuur in zijn eigen ziel is besloten. Zijn hele wezen functioneert in ongehoorzaamheid aan dat instinct… Hij raakt vervreemd voor de realiteit en tast rond in het duister.

### Islamitische staat
Maududi’s overtuiging is dat de islam de vestiging van een islamitische staat voorschrijft.
Deze staatsvorm dient “theo-democratisch” te zijn en er liggen drie onderliggende principes aan ten grond: tawhied (eenheid van God, eenheid van de oemma), risala (boodschap, profetie) en khilafa (kalifaat, geleid door een moellah).
Het activiteitengebied waarover de islamitische staat zich uitstrekt zal “volledig samenvallen met het menselijk leven … In deze staat kan niemand iets van zijn eigen zaken als persoonlijk of privé beschouwen.”
Deze staat zal de shariawetgeving volgen, een compleet systeem dat regels geeft voor

Familie relaties, familierecht, sociale en economische zaken, administratie, rechten en plichten van burgers, rechtspraak, oorlogs- en vredesrecht alsmede voor internationale relaties. Kortom de Sharia regelt alle levensgebieden en is alomvattend op sociaal gebied waarbij niets vaag is en waaraan niets ontbreekt.

Als consequentie zal de islamitische staat een wet-raadplegende functie hebben (nl. opvragend bij de Oelama) en géén wet-makende.
Mawdudi gaf aan dat de heerschappij van God (hakimiya) en de heerschappij van de mens elkaar wederzijds uitsluiten. Vandaar dat hij Islamitische Democratie stelde als zijnde tegenovergesteld aan de seculiere Westerse democratie die hakimiya (Gods soevereiniteit) overdraagt aan (de) mensen.

### Sharia
Maududi stelde dat zonder de sharia als wetgeving een moslimsamenleving niet islamitisch kan zijn:

Dat wanneer een islamitische samenleving bewust besluit om de Sharia niet te accepteren en besluit om zijn constitutie en wetten te ontlenen aan een andere bron met voorbijgaan aan de Sharia, dat een dergelijke samenleving het contract met God verbreekt en geen recht heeft om ‘islamitisch’ genoemd te worden.

### Jihad
Omdat de islam alomvattend is, stelde Maududi dat de islamitische staat niet gelimiteerd dient te zijn tot alleen het ‘thuisland van de islam’. Het is bedoeld voor geheel de wereld. Jihad dient te worden ingezet om on-islamitische regering te elimineren en een islamitische staat te realiseren:

De Islam wenst alle Staten en Regeringen te vernietigen over de gehele wereld die zich tegenover de ideologie en het programma van de Islam opstellen zonder onderscheid te maken naar land of natie die regeert. Het doel van de Islam is om een Staat op te zetten op basis van haar eigen ideologie en programma, welke natie deze rol van fakkeldrager van de Islam ook heeft opgenomen en ook afgezien ervan of deze zelfde natie wordt ondermijnt door dit proces van realisering van deze ideologische Islamitische Staat. Het is evident vanuit het voorgaand dat het doel van de Islamitische ‘Jihad’ is om de on-Islamitische regeerwijze te elimineren en te vervangen door een Islamitisch systeem van regeren. De Islam heeft niet de intentie deze revolutie te beperken tot een staat of een beperkt aantal landen; het doel van de Islam is om een universele revolutie teweeg te brengen.

Hij legde uit dat jihad was niet alleen strijden voor Gods zaak maar ook alle inspanningen die diegenen helpen in deze strijd (Qita'al):

In de jihad op de weg van Allah, is actieve strijd niet de enige rol op het strijdveld, noch kan iedereen vechten in de frontlinie. Voor een slag zijn misschien tientallen jaren voorbereiding en grondige planning nodig, en terwijl slechts enkele duizenden aan het front zijn, achter hen zijn miljoenen betrokken in allerlei taken die, alhoewel ieder op zich misschien gering, direct bijdrage aan het eindresultaat.

### Niet-moslims
De rechten van niet-moslims zijn beperkt binnen de islamitische staat zoals uiteengezet in Maududi’s werken. Alhoewel de staat zich niet hoeft te bemoeien met ‘geloof, ideologie, rituelen van aanbidding of sociale gebruiken’ zullen niet-moslims ondergeschikt dienen te zijn aan moslimregulering:

Islamitische ‘Jihad’ erkent hun (de niet-moslims) recht niet om Staatsaangelegenheden te regelen want dit is, in de ogen van de Islam, verkeerd. Verder ontzegt de Islamitische ‘Jihad’ ieder toegeven aan het continueren van zulke bestaande praktijken onder de Islamitische Staat aangezien dit de publieke zaak (van de Moslims) ernstig zou schaden vanuit het oogpunt van de Islam.

Niet-moslims zijn verplicht de speciale belasting bekend als jizya te betalen. Deze belasting dient door alle handelingsbekwame volwassen niet-moslims, uitgezonderd oudere mensen en alle vrouwen, die geen militaire verplichtingen hebben. Opgemerkt dient te worden dat militaire verplichting aan alle moslimmannen opgelegd kan worden door de islamitische staat. Jizya kan zodoende gezien worden als een beschermingsbelasting voor diegenen onder de niet-moslims die geen militaire dienstplicht hebben.
Maududi stelde dat het overnemen van culturele principes van niet-moslims verboden is binnen de islam, wat namelijk:

Zeer desastreuze gevolgen heeft voor de natie, het vernietigd zijn innerlijke vitaliteit, vertroebeld zijn visie, verduistert zijn kritische vermogens, laat minderwaardigheidscomplexen ontstaan en geleidelijk maar zeker wordt de veerkracht van de moslimcultuur ondermijnt en luidt haar doodsklok. Daarom heeft de Heilige Profeet duidelijk en streng het overnemen van cultuur en levenswijze van de niet-moslims verboden.

Maududi was zeer gekant tegen de Ahmadiyya-moslims en het idee dat dit überhaupt moslims zouden zijn. Hij sprak zich uit in zijn pamflet The Qadiani Question en het boek The Finality of Prophethood.

## Citaten
– Moslims dienen te vechten tegen Joden, Christenen en andere ongelovigen, niet, zoals men zou verwachten, om de ongelovigen over te halen om de Islam te omhelzen. Maar in de eerste plaats is het doel om de heerschappij en overmacht van de ongelovigen te beëindigen zo dat deze laatsten niet over de mensheid kunnen regeren. De bevoegdheid om te regeren behoort alleen te liggen bij diegenen die het ware geloof aanhangen; ongelovigen die het ware geloof niet volgen dienen te leven in een staat van onderwerping. (...) “De nederig met hun hand te betalen Jizyah” slaat op deze betaling in onderworpenheid.
—  Toward understanding the Qur’an, Sayyid Abdul A’la Maududi, Vert. Zafar Ishaq Ansari, Vol. 3, p. 202, Islamic Foundation, Leicester UK (1990)

– Het dient nu vanzelfsprekend te zijn dat het doel van de Islamitische Jihad is om regering door een on-Islamitisch systeem te elimineren en deze te vervangen door een Islamitisch systeem van staatsbestuur. De Islam heeft niet de intentie om zijn bestuur tot een enkele staat of een handvol landen te beperken. Het doel van de Islam is om een universele revolutie teweeg te brengen. Alhoewel in de beginstadia de leden van de partij van de Islam verplicht zijn om een revolutie te ontketenen in het staatssysteem van de landen waartoe zij behoren; hun ultieme doel is niets anders dan wereldrevolutie.
—  Jihad in Islam ('Jihad Fi Sabillilah), Sayyid Abdul A’la Maududi, Vert. Abdul Waheed Khan, p. 20, Islamic Publications Ltd., Pakistan

– Menselijke relaties zijn zo verweven dat geen staat volledige vrijheid van handelen heeft onder zijn principes zolang dezelfde principes in een naburige land niet van kracht zijn. Daarom zal een ‘Moslim-partij’ niet tevreden zijn met de vestiging van de Islam in alleen een bepaald gebied – zowel vanwege haar eigen veiligheid als vanwege algemene hervorming. Het dient zich uit te breiden in alle richtingen. Aan de ene kant zal het haar ideologie verspreiden; aan de andere kant zal het mensen van alle naties uitnodigen om haar credo te aanvaarden, want alleen daarin ligt heil en redding. Als deze Islamitische staat voldoende macht en middelen heeft zal ze vechten tot vernietiging van de niet-Islamitische regeringen en Islamitische staten daarvoor in de plaats vestigen.
—  Haqiqat-i-Jihad, Sayyid Abdul A’la Maududi, p. 64, Taj Company Ltd., Lahore, Pakistan 1964

– Het (Jamaat-e-Islami) is geen zendingsorganisatie of een verzameling predikers of evangelisten, maar een organisatie van Gods troepen.
—  Haqiqat-i-Jihad, Sayyid Abdul A’la Maududi, p. 58, Taj Company Ltd., Lahore, Pakistan 1964

– In ons domein staan we aan geen Moslim toe om van religie te veranderen noch staan we enige andere religie toe om haar geloof uit te dragen.
—  Murtad ki Saza Islami Qanun Mein, Sayyid Abdul A’la Maududi, p. 32, Lahore Islamic Publications Ltd., 1981, 8e editie

– ... de werkelijke plaats voor vrouwen is het huis en zij is vrijgesteld van plichten buitenshuis ... Zij mag echter buitenshuis gaan voor haar dringende behoeften, maar wanneer zij uitgaat dient zij volledig zedig gekleed te zijn. Zij dient geen glamoureuze kleding te dragen of de aandacht te trekken, noch dient zij toe te geven aan de wens om de schoonheid van haar gezicht en handen te laten zien, noch mag zij lopen op een manier die de aandacht trekt van anderen. Verder dient zij niet te spreken met anderen zonder noodzaak en als ze spreken moet dan niet met zachte en zoete stem.
—  Purdah and the status of Women in Islam, Sayyid Abdul A’la Maududi, p. 140, Taj Company Ltd., Lahore, Pakistan

## Werken
- Fundamentals of Islam (Engels)
- Jihad in Islam (Engels)
- The Meaning of the Qur'an (Arabisch: Tafhim al-Qur'an)
- Towards Understanding Islam, Karachi (1960)
- Let us be Muslim